# A-Junioren-Bundesliga (Fußball)
Die A-Junioren-Bundesliga (auch A-Jugend-Bundesliga oder U19-Bundesliga) war im Fußball die höchste deutsche Spielklasse für A-Junioren (U19). Sie wurde 2003 gegründet und in die Staffeln Nord/Nordost, West und Süd/Südwest mit jeweils 14 Mannschaften gegliedert. Ihre jeweiligen drei Staffelsieger sowie einer der drei Vizemeister spielten zum Saisonende den deutschen A-Junioren-Meister, der seit der Saison 2014/15 für die UEFA Youth League qualifiziert war, aus.
Vorläufer der A-Junioren-Bundesliga waren die A-Junioren-Regionalligen. Im Sommer 2003 wurden die Regionalligen Nord und Nordost sowie Süd und Südwest jeweils zu Bundesliga-Staffeln zusammengeführt. Die Regionalliga West blieb unverändert und wurde lediglich aufgewertet. Nach der Saison 2023/24 wurde die A-Junioren-Bundesliga durch die U19-DFB-Nachwuchsliga ersetzt.

## Reform
Die Spielzeit 2023/24 war die letzte nach dem üblichen Spielmodus ausgetragene, bevor sie zur Saison 2024/25 im Zuge einer Reform durch die U19-DFB-Nachwuchsliga ersetzt wurde. In dieser gibt es keine Staffeln mehr und stattdessen eine regionale Vorrunde sowie eine anschließende Hauptrunde, die in zwei Ligen (Liga A und B) aufgeteilt wird. Während alle 58 Vereine, die ein Nachwuchsleistungszentrum unterhalten, Teil der Liga sein werden, ohne absteigen zu können, stoßen zur Hauptrunde bis zu 11 Amateurvereine dazu. Diese unterhalten kein Nachwuchsleistungszentrum und können sich über die Hauptrunde für die Teilnahme an der Vorrunde der Folgesaison qualifizieren.
Der Spielmodus ist in zwei Phasen gegliedert:
- In der Vorrunde wird zunächst in acht regionalen Staffeln zu je acht Mannschaften gespielt, wobei Landes- und Regionalverbandsgrenzen keine Rolle spielen. Zusätzlich zu den 58 Vereinen, die Nachwuchsleistungszentren unterhalten, sollen noch sechs Amateurklubs kommen. Alle Mannschaften einer Staffel treten in Hin- und Rückrunde gegeneinander an und qualifizieren sich für die Hauptrunde.
- Die Erst-, Zweit- und Drittplatzierten der Vorrundengruppen spielen in der Liga A der Hauptrunde weiter, die übrigen Mannschaften in der Liga B. Zur Liga B stoßen bis zu 11 weitere Amateurvereine, die sich über die Regional- beziehungsweise Landeswettbewerbe (zweithöchste Spielklassen wie bspsw. die Regionalligen) qualifizieren. Beide Ligen werden erneut in Staffeln aufgeteilt und absolvieren eine Hin- und Rückrunde. Der Meister wird unter den 16 besten Mannschaften aus der Liga A in einer Endrunde ausgespielt, in der ab dem Achtelfinale nur noch K.o.-Spiele ausgetragen werden.

Bis zu 11 Amateurvereine stoßen wie bereits angeführt pro Saison in der Hauptrunde zum Teilnehmerfeld hinzu. Dabei steigt jeweils der Tabellenerste der Hinrunde aus folgenden zweithöchsten Spielklassen in die U19-DFB-Nachwuchsliga auf: Regionalliga Nord, Regionalliga Nordost, Bayernliga, Oberliga Baden-Württemberg, Regionalliga Südwest, Hessenliga, Niederrheinliga, Mittelrheinliga und Westfalenliga. Zusätzlich dazu qualifizieren sich die Tabellenzweiten der Regionalligen Nord und Nordost für die Hauptrunde der jeweiligen Saison. Bei Verzicht oder nicht erteilter Zulassung rückt der nächstplatzierte Amateurverein nach. Die Berechtigung endet grundsätzlich mit dem Tabellendritten einer Liga. Die Tabellenvierten und -fünften können nacheinander ausnahmsweise nur dann als Teilnehmer nachrücken, sofern sich auf den Plätzen 1 bis 4 eine oder mehrere nicht teilnahmeberechtigte Vereine mit einem Nachwuchsleistungszentrum befinden.
Für die Spielzeit 2024/2025 der U19-DFB-Nachwuchsliga waren alle Vereine mit einem Nachwuchsleistungszentrum, alle Vereine ohne Nachwuchsleistungszentrum, die nicht aus der A-Junioren-Bundesliga 2023/2024 abstiegen sowie alle Vereine ohne Nachwuchsleistungszentrum, die gemäß der DFB-Jugendordnung aus den zweithöchsten Spielklassen aufgestiegen sind, qualifiziert. Die Qualifikation der elf Amateurvereine für die Spielzeit 2024/2025 erfolgte nach dem bereits erläuterten System. Hätte ein Verein mit Nachwuchsleistungszentrum in der Folge einen Platz in der zweithöchsten Spielklasse belegt, der zur Teilnahme an der U19-DFB-Nachwuchsliga berechtigte oder hätte ein Amateurverein auf den ersten drei Plätzen auf seine Teilnahme verzichtet, wäre das Teilnahmerecht automatisch auf den nächstplatzierten Amateurverein übergegangen, maximal jedoch auf den Fünftplatzierten.

## Staffeleinteilung
In der Staffel Nord/Nordost spielten Mannschaften des Norddeutschen und des Nordostdeutschen Fußballverbands. Der Bundesligastaffel waren die Regionalligen Nord und Nordost untergeordnet. Die Meister dieser beiden Regionalligen stiegen direkt auf, die Vizemeister spielten in Hin- und Rückspiel den dritten Aufsteiger aus.
In der Staffel Süd/Südwest spielten Mannschaften des Süddeutschen und des Südwestdeutschen Fußballverbandes. Der Bundesligastaffel waren die Oberligen Hessen und Baden-Württemberg, die Regionalliga Südwest und die Bayernliga untergeordnet. Die Meister der Bayernliga und der Oberliga Baden-Württemberg stiegen direkt in die Bundesliga auf, die Meister der Regionalliga Südwest und der Oberliga Hessen ermittelten in Hin- und Rückspiel den dritten Aufsteiger.
In der Staffel West spielten Mannschaften des Westdeutschen Fußballverbandes. Der Bundesligastaffel waren die Verbandsligen Westfalen, Niederrhein und Mittelrhein untergeordnet, deren Meister in die Bundesliga aufstiegen.

## Modus
Jede Mannschaft spielte zweimal gegen alle anderen Mannschaften ihrer Staffel; einmal auf eigenem Platz und einmal auswärts. Ein Sieg wurde mit drei, ein Unentschieden mit einem Punkt belohnt. Die am Saisonende jeweils drei letztplatzierten Mannschaften der Staffeln stiegen ab. Lediglich in der letzten Saison gab es hier eine Ausnahme, da nur auf einem der letzten drei Plätze rangierende Mannschaften absteigen konnten, sofern sie zu diesem Zeitpunkt kein Nachwuchsleistungszentrum unterhielten.
Das Halbfinale der Endrunde wurde in einem Hin- und Rückspiel, das Finale in einem Spiel ausgetragen. Bis zur Saison 2007/08 spielten in dieser Endrunde die drei Staffelsieger sowie der Vizemeister der Staffel Süd um die Deutsche Meisterschaft. Seit Beginn der Saison 2008/09 qualifizierte sich jedoch nicht mehr automatisch der Vizemeister der Süd-Staffel, sondern der Vizemeister derjenigen Staffel, die in drei vorhergehenden Spielzeiten die erfolgreichsten Teilnehmer der Endrunde stellte. Zu deren Bestimmung wurde eine Leistungstabelle erstellt, in der für die Deutsche Meisterschaft drei Punkte, für die Endspielteilnahme zwei Punkte und für die beiden unterlegenen Halbfinalisten jeweils ein Punkt vergeben wurden. Bezogen auf die Staffel, die zwei Teilnehmer gestellt hatte, wurden jedoch nur die Punkte des Bestplatzierten gewertet. Hatten zwei Staffeln die gleiche Punktzahl erreicht, entschied das Ergebnis der vorangegangenen Saison.
Die Leistungstabelle für die Meisterschaft 2024 errechnete sich aus den Ergebnissen der Spieljahre 2019, 2022 und 2023:
| Jahr      | Nord/Nordost | Süd/Südwest | West |
| --------- | ------------ | ----------- | ---- |
| 2019      | 1            | 2           | 3    |
| 2022      | 2            | 1           | 3    |
| 2023      | 1            | 3           | 2    |
| Insgesamt | 4            | 6           | 8    |

Damit stellte die Staffel West zwei Vertreter für die Endrunde 2024.

## Staffelsieger und Meister
Rekordmeister waren der VfL Wolfsburg (Nord/Nordost, 7 Meisterschaften), FC Bayern München (Süd/Südwest, 6) und der FC Schalke 04 (West, 7).
Die jeweiligen deutschen Meister sind in der folgenden Tabelle fettgedruckt:
| 2003/04   | Hannover 96       | FC Bayern München       | VfL Bochum              | SpVgg Greuther Fürth (S/SW)  |
| 2004/05   | Hertha BSC        | VfB Stuttgart           | VfL Bochum (2)          | SpVgg Greuther Fürth (S/SW)  |
| 2005/06   | Hertha BSC (2)    | SC Freiburg             | FC Schalke 04           | FC Bayern München (S/SW)     |
| 2006/07   | Werder Bremen     | FC Bayern München (2)   | Bayer 04 Leverkusen     | 1. FC Kaiserslautern (S/SW)  |
| 2007/08   | VfL Wolfsburg     | VfB Stuttgart (2)       | 1. FC Köln              | SC Freiburg (S/SW)           |
| 2008/09   | Werder Bremen (2) | SC Freiburg (2)         | Borussia Dortmund       | 1. FSV Mainz 05 (S/SW)       |
| 2009/10   | Hansa Rostock     | VfB Stuttgart (3)       | Bayer 04 Leverkusen (2) | 1. FSV Mainz 05 (S/SW)       |
| 2010/11   | VfL Wolfsburg (2) | 1. FC Kaiserslautern    | Bayer 04 Leverkusen (3) | TSV 1860 München (S/SW)      |
| 2011/12   | VfL Wolfsburg (3) | FC Bayern München (3)   | FC Schalke 04 (2)       | Hertha BSC (N/NO)            |
| 2012/13   | VfL Wolfsburg (4) | FC Bayern München (4)   | FC Schalke 04 (3)       | Hansa Rostock (N/NO)         |
| 2013/14   | VfL Wolfsburg (5) | TSG 1899 Hoffenheim     | FC Schalke 04 (4)       | Hannover 96 (N/NO)           |
| 2014/15   | RB Leipzig        | TSG 1899 Hoffenheim (2) | FC Schalke 04 (5)       | Karlsruher SC (S/SW)         |
| 2015/16   | Werder Bremen (3) | TSG 1899 Hoffenheim (3) | Borussia Dortmund (2)   | TSV 1860 München (S/SW)      |
| 2016/17   | VfL Wolfsburg (6) | FC Bayern München (5)   | Borussia Dortmund (3)   | FC Schalke 04 (W)            |
| 2017/18   | Hertha BSC (3)    | TSG 1899 Hoffenheim (4) | FC Schalke 04 (6)       | Borussia Dortmund (W)        |
| 2018/19   | VfL Wolfsburg (7) | VfB Stuttgart (4)       | FC Schalke 04 (7)       | Borussia Dortmund (W)        |
| 2019/20 2 | Werder Bremen (4) | FC Bayern München (6)   | 1. FC Köln (2)          | keiner                       |
| 2020/21 2 | keiner            | keiner                  | keiner                  | keiner                       |
| 2021/22 3 | Hertha BSC (4)    | FC Augsburg             | Borussia Dortmund (4)   | FC Schalke 04 (W)            |
| 2022/23 3 | Hertha BSC (5)    | 1. FSV Mainz 05         | Borussia Dortmund (5)   | 1. FC Köln (W)               |
| 2023/24   | Hertha BSC (6)    | TSG 1899 Hoffenheim (5) | Borussia Dortmund (6)   | Borussia Mönchengladbach (W) |

## Liste der Rekordspieler
Rekordspieler nach Einsätzen war Kevin Kerr mit 80 Spielen in der A-Junioren-Bundesliga.
Rekordtorschütze war Federico Palacios mit 47 Toren, die er innerhalb von 43 Spielen erzielte. Die meisten Tore in einer Saison (35) schoss Haluk Türkeri in der Saison 2004/05, davon eines in der Endrunde um die Meisterschaft.
Stand aller Daten: Saisonende 2023/24

### Rekordspieler nach Einsätzen
| Rang | Spieler            | Spiele | für Vereine 1                                                       | von 2 | bis 2 |
| --- | ------------------ | ------ | ------------------------------------------------------------------- | ----- | ----- |
| 01. | Kevin Kerr         | 80     | Arminia Bielefeld (80 Spiele)                                       | 2004  | 2008  |
| 02. | Pascal Itter       | 75     | 1. FC Nürnberg (48) FC Schalke 04 (27)                              | 2010  | 2014  |
| 03. | Sebastian Langkamp | 72     | FC Bayern München (72)                                              | 2004  | 2007  |
| 04. | Michael Mayr       | 71     | TSV 1860 München (45) SpVgg Greuther Fürth (26)                     | 2006  | 2009  |
| 05. | Philipp Schubert   | 70     | FC Rot-Weiß Erfurt (70)                                             | 2004  | 2007  |
| 06. | Shaban Ismaili     | 69     | VfB Stuttgart (69)                                                  | 2005  | 2008  |
| | Süleyman Çelikyurt | 69     | VfL Wolfsburg (69)                                                  | 2005  | 2008  |
| | Meritan Shabani    | 69     | FC Bayern München (69)                                              | 2015  | 2018  |
| 09. | Marcel Sobottka    | 68     | FC Schalke 04 (27) Rot-Weiß Oberhausen (24) SG Wattenscheid 09 (17) | 2010  | 2013  |
| 10. | Stefan Rieß        | 67     | FC Bayern München (67)                                              | 2004  | 2007  |
| | Sevdail Selmani    | 67     | Bayer 04 Leverkusen (67)                                            | 2005  | 2008  |
| 1 Die Reihenfolge der Vereine richtet sich nach der Anzahl der Spiele. 2 Angegeben ist der Zeitraum vom ersten bis zum letzten Einsatz des Spielers. |                    |        |                                                                     |       |       |

### Rekordspieler nach Toren
| Rang | Spieler                | Tore | für Vereine 1                                  | von 2 | bis 2 |
| --- | ---------------------- | ---- | ---------------------------------------------- | ----- | ----- |
| 01. | Federico Palacios      | 47   | VfL Wolfsburg (47 Tore)                        | 2011  | 2013  |
| 02. | Muhammed Kiprit        | 45   | Hertha BSC (45)                                | 2016  | 2018  |
| 03. | Youssoufa Moukoko      | 44   | Borussia Dortmund (44)                         | 2019  | 2020  |
| 04. | Konstantinos Mitroglou | 43   | Borussia Mönchengladbach (38) MSV Duisburg (5) | 2004  | 2007  |
| 05. | Fabian Bäcker          | 42   | Borussia Mönchengladbach (42)                  | 2007  | 2009  |
| | Nico Empen             | 42   | FC St. Pauli (42)                              | 2013  | 2015  |
| 07. | Haluk Türkeri          | 41   | VfL Bochum (41)                                | 2003  | 2005  |
| | Manuel Wintzheimer     | 41   | FC Bayern München (41)                         | 2016  | 2018  |
| 09. | Felix Schröter         | 40   | FC Schalke 04 (30) TSG 1899 Hoffenheim (10)    | 2013  | 2015  |
| | Johannes Eggestein     | 40   | Werder Bremen (40)                             | 2015  | 2016  |
| | David Otto             | 40   | TSG 1899 Hoffenheim (40)                       | 2015  | 2018  |
| 1 Die Reihenfolge der Vereine richtet sich nach der Anzahl der Tore. 2 Angegeben ist der Zeitraum vom ersten bis zum letzten Einsatz des Spielers. |                        |      |                                                |       |       |

### Jüngste eingesetzte Spieler
Anmerkung: Es werden die jüngsten eingesetzten Spieler ausgehend von ihrem Alter bei ihrem erstmaligen Einsatz in der A-Junioren-Bundesliga angegeben.
| Rang | Spieler                        | Alter                     | Datum             | für Verein         |
| ---- | ------------------------------ | ------------------------- | ----------------- | ------------------ |
| 01.  | Youssoufa Moukoko              | 14 Jahre 8 Monate 22 Tage | 11. August 2019   | Borussia Dortmund  |
| 02.  | Gibson Adu                     | 15 Jahre 0 Monate 18 Tage | 4. März 2023      | SpVgg Unterhaching |
| 03.  | Lennie Maeder                  | 15 Jahre 1 Monat0 16 Tage | 16. August 2019   | Chemnitzer FC      |
| 04.  | Laurin Mack                    | 15 Jahre 1 Monat0 17 Tage | 3. Februar 2019   | SC Freiburg        |
| 05.  | William Ehrhardt               | 15 Jahre 2 Monate 17 Tage | 23. November 2019 | Chemnitzer FC      |
| 06.  | Arthur dos Santos Reis         | 15 Jahre 3 Monate 03 Tage | 4. Dezember 2021  | 1. FC Saarbrücken  |
| 07.  | Felix Hacker                   | 15 Jahre 3 Monate 08 Tage | 7. Februar 2016   | TSG Sprockhövel    |
| 08.  | Dominik Dedaj                  | 15 Jahre 3 Monate 13 Tage | 7. Dezember 2019  | FC Ingolstadt 04   |
|      | Selome Victor Hounyovi-Huschka | 15 Jahre 3 Monate 13 Tage | 13. April 2007    | Borussia Dortmund  |
| 10.  | Brian Gheorghiu                | 15 Jahre 4 Monate 13 Tage | 1. November 2008  | FC Carl Zeiss Jena |
| 11.  | Florian Hellstern              | 15 Jahre 4 Monate 14 Tage | 4. März 2023      | VfB Stuttgart      |
| 12.  | Bobby Wood                     | 15 Jahre 4 Monate 15 Tage | 30. März 2008     | TSV 1860 München   |